# Байт Саид, Амин
Амин Мохаммед Хассан Байт Саид, более известный как Амин Байт Саид (англ. Ameen Bait Said; род. 18 августа 2001 года, Маскат) — российский (имеет оманские корни) профессиональный регбист, играющий в третьей линии (фланкер или стягивающий).

## Биография
Амин родился в столице Омана, Маскате. В России проживал в Ногинском районе Подмосковья. Учился в Тимковской школе № 59 в Тимково. Регби занимался в «Школе олимпийского резерва» города Ногинска, у тренера Таранова А. Б. Является победителем Первенства ЦФО и СЗФО по регби среди команд юношей 2000—2001 г.р., проходившего с 29 марта по 2 апреля 2017 года в Калининграде. В 2018 году перешёл в «Красный Яр». Первоначально выступал за дубль «яровцев», где оставил о себе хорошее впечатление. Перед началом сезона-2020 был приглашен новым тренером Таумалоло на учебно-тренировочный сбор основного состава.
Призывался в сборную U-18. Был участником юниорского чемпионата Европы по регби-2019 года, проходившего в Калининграде. В полуфинальном матче с грузинами занес единственную попытку российской команды.